# 陶克紹尼
陶克紹尼（匈牙利語：Taksony，約931年—約972年），匈牙利大公，955年至約972年在位。

## 生平
955年，神圣罗马帝国皇帝奥托一世在位於奧格斯堡南部的萊希河衝擊平原，萊希菲爾德的第二次萊希菲爾德之戰徹底擊敗。这场失利导致匈牙利大公福伊西下台，陶克绍尼(Fajsz)即位为新大公。
匈牙利大公陶克紹尼和福伊西開始改革權力結構。他們第一次邀請基督教傳教士並建造堡壘。陶克紹尼廢除了匈牙利公國的舊中心（可能在上蒂薩），並在Székesfehérvár和Esztergom尋找新的中心，重新引入了舊式兵役，改變了軍隊的武器裝備，並對匈牙利人口進行了大規模的有組織的重新安置。

## 子女
陶克紹尼有兩個兒子：
1. 蓋薩（約940年—997年），匈牙利大公
2. 米哈伊（英语：Michael of Hungary）（約960年—995年），瓦祖爾的父親

1. ↑  .   [2022-03-18]. （原始内容存档于2022-02-23）.
2. ↑  Miklós Molnár, A concise history of Hungary, Cambridge University Press, 2001, p. 17